# Heřmanův Městec
Heřmanův Městec (deutsch Hermannstädtel, auch Heřmanměstetz bzw. Hermannstadt) ist eine Kleinstadt in Tschechien. Sie liegt 10 Kilometer westlich von Chrudim und gehört zum Okres Chrudim.

## Geographie
Heřmanův Městec befindet sich am nördlichen Fuß des Eisengebirges (Železné hory) auf der Heřmanoměstecká tabule (Hermannstädtler Tafel). Das Stadtzentrum erstreckt sich in Ost-West-Richtung zwischen den Bächen Podolský potok und Konopka. Durch die Stadt führt die Staatsstraße I/17 zwischen Čáslav und Chrudim. Die Stadt liegt an den  Bahnstrecken Heřmanův Městec–Borohrádek und Přelouč–Prachovice, wobei auf letzterer zwischen Heřmanův Městec und Prachovice nur noch Güterverkehr erfolgt.

## Geschichte

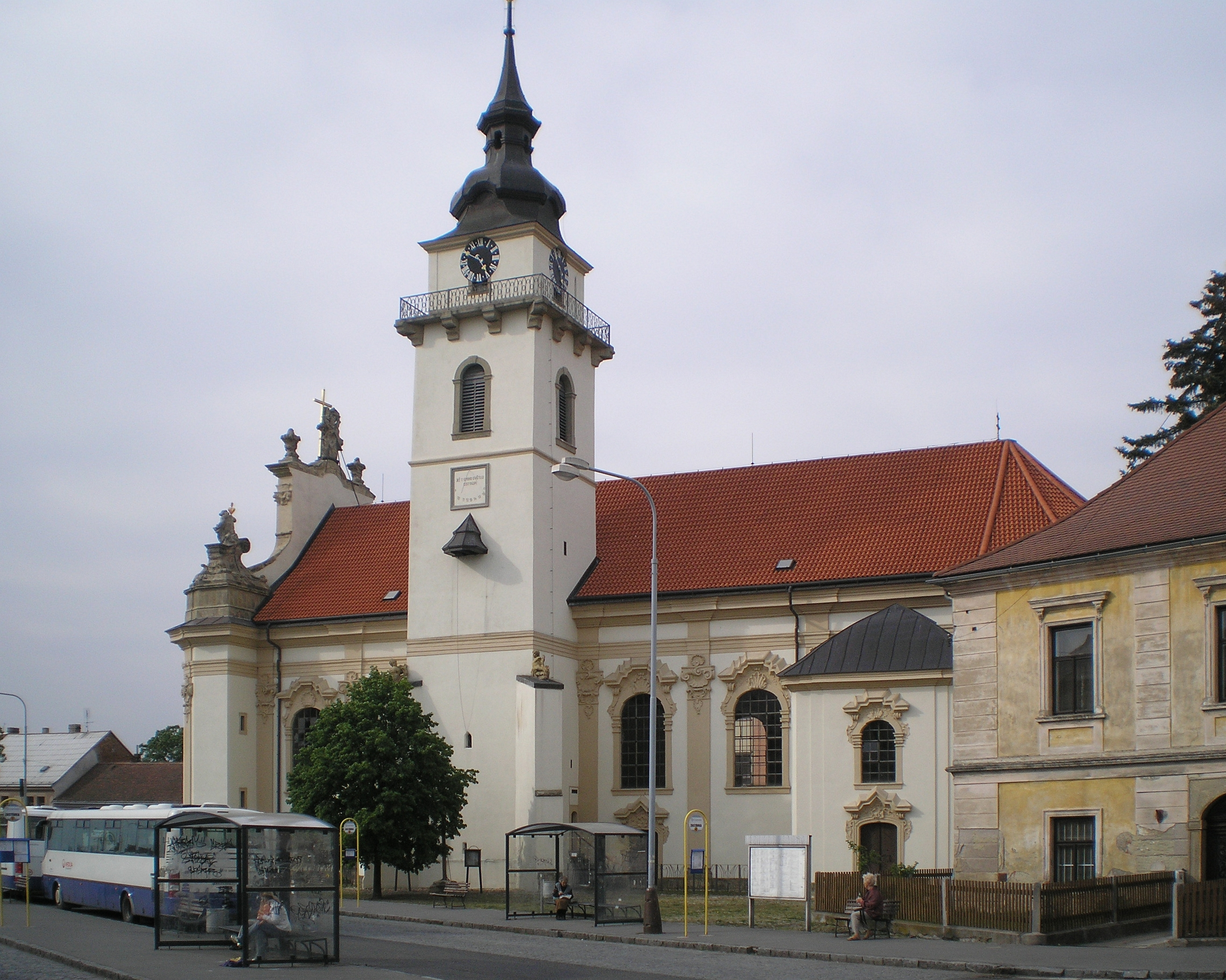
Bartholomäuskirche

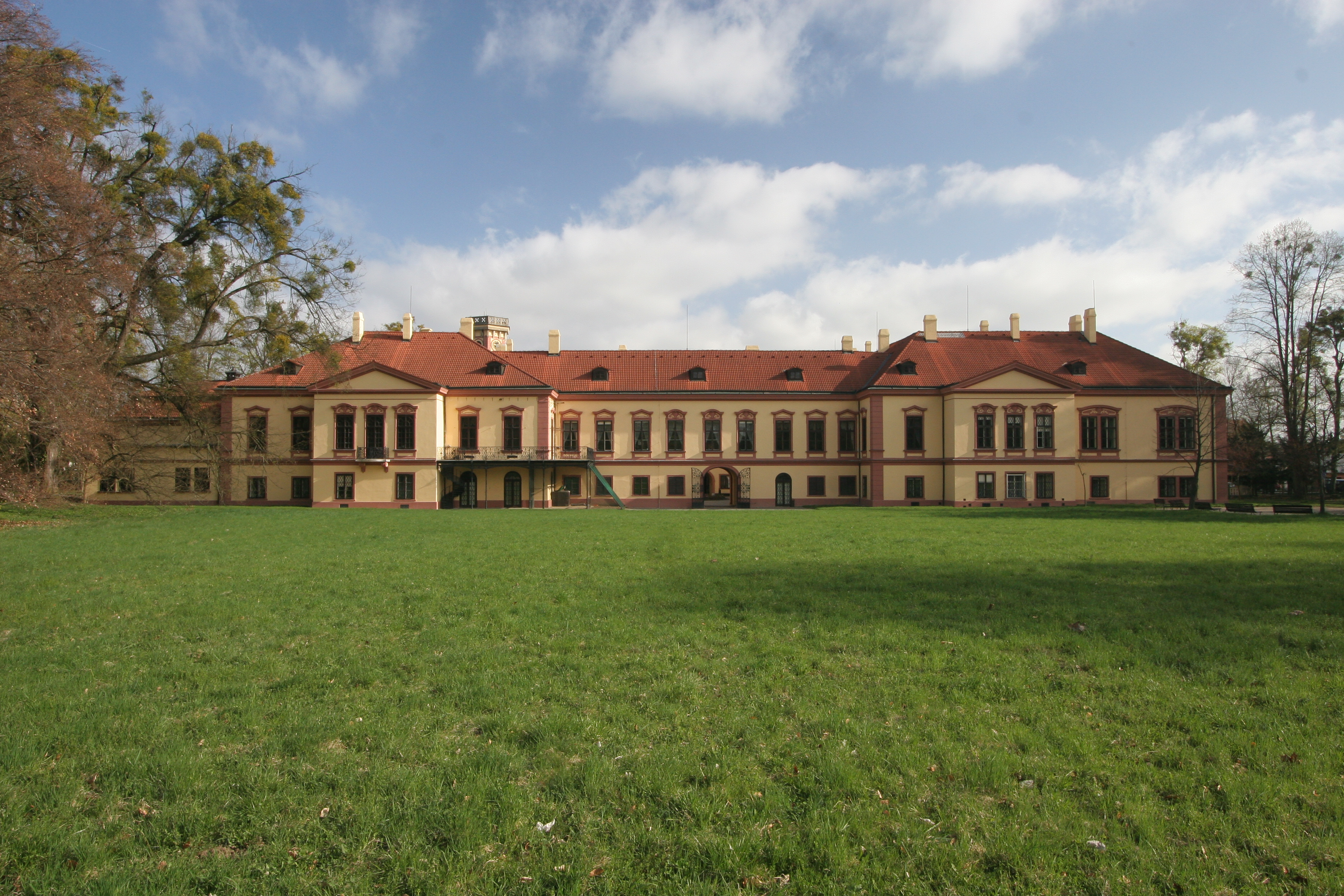
Schloss Heřmanův Městec

Heřmanův Městec wurde in der ersten Hälfte des 14. Jahrhunderts gegründet und verdankt seinen Namen dem Gründer Hermann von Mrdice. Die Stadt gehörte von 1457 bis 1538 den Trčka von Lípa, danach wechselnden Familien, ab 1661 (bis 1794) den Grafen Sporck, ab 1828 schließlich den Fürsten Kinsky.

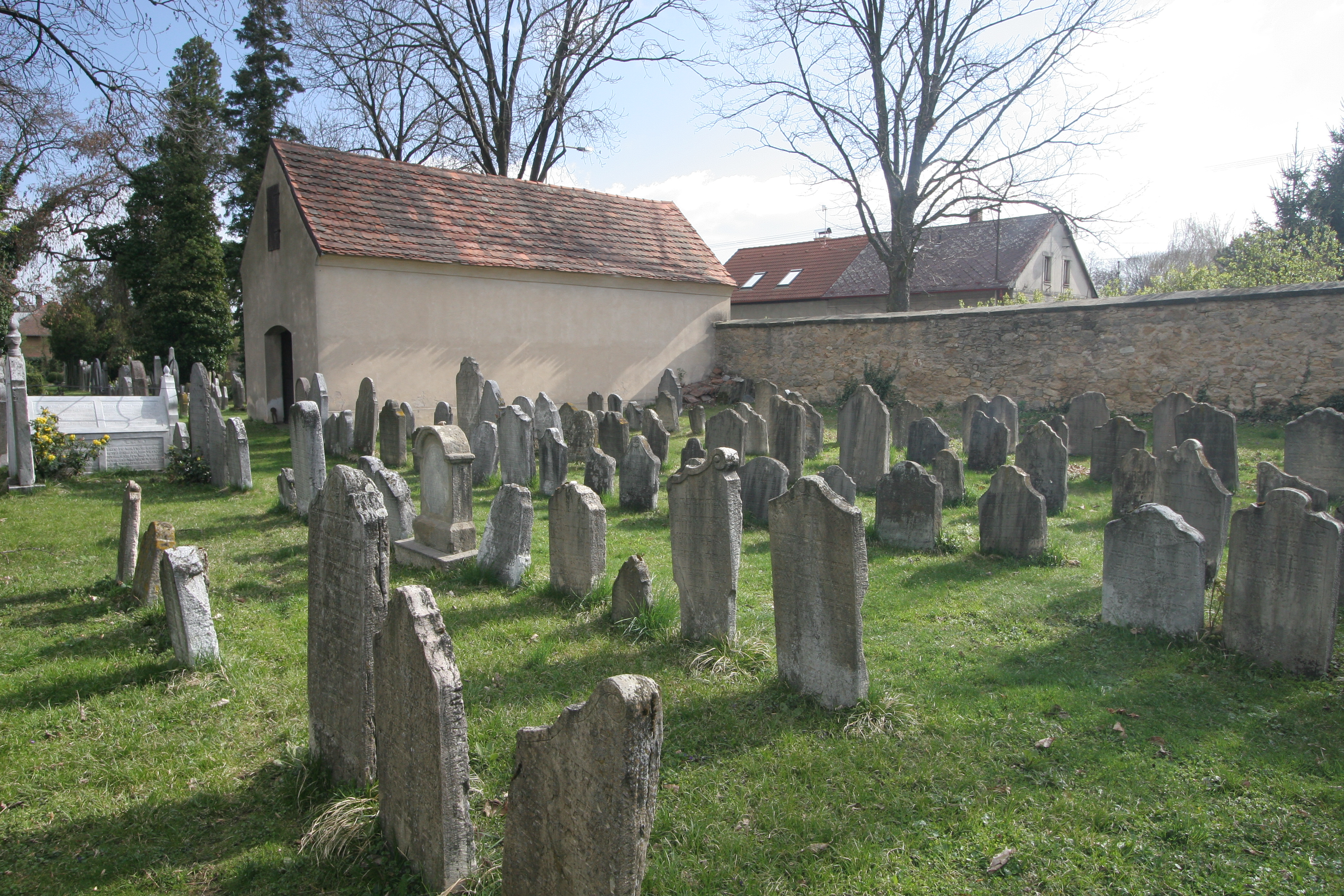
Jüdischer Friedhof in Heřmanův Městec

Seit 1650 siedelten Juden in Heřmanův Městec, in einer eigenen Vorstadt, die zum Teil noch erhalten ist. Bekannt ist vor allem der große jüdische Friedhof und die Synagoge.
Zu den Sehenswürdigkeiten der Stadt gehören die St.-Bartholomäus-Kirche (erbaut 1756–62) und das Schloss (heute ein Altenheim, daher unzugänglich). In der ersten Hälfte des 20. Jahrhunderts war Heřmanův Městec als Sommerfrische von Künstlern beliebt, eine Reihe von Jugendstilhäusern stammt aus dieser Zeit.

## Gemeindegliederung
Die Stadt Heřmanův Městec besteht aus den Ortsteilen Chotěnice (Chotienitz), Heřmanův Městec (Hermannstädtel), Konopáč (Konopatsch, früher Elisenthal) und Radlín (Radlin). Zu Heřmanův Městec gehören außerdem die Wohnplätze Chotěnická Dubina, Flusárna, Na Průhoně, Nová Doubrava (Neu Daubrawa), Nový Dvůr (Neuhof), Přibilov, Průhon (Pruhon), V Paláci  und Vlastějov (Wlastejow). Grundsiedlungseinheiten sind Chotěnice, Heřmanův Městec, Konopáč, Nový Dvůr und Radlín.
Das Gemeindegebiet gliedert sich in die Katastralbezirke Chotěnice und Heřmanův Městec.

## Städtepartnerschaft
Heřmanův Městec pflegt die folgende Städtepartnerschaft:
- Bechyně, Tschechische Republik

## Söhne und Töchter der Stadt
- Johann Emanuel Brik (1842–1925), Brückenbauer und Hochschullehrer
- Siegmund Feilbogen (1858–1928), Jurist, Nationalökonom, Pazifist
- Ernst (Arnošt) Frischer (1887–1954), Ingenieur, tschechoslowakischer Politiker und 1935–1938 Vorsitzender der Jüdischen Partei
- Jiří Guth (1861–1943), Pädagoge, Literat
- Ludmila Seefried-Matějková (* 1938 in Heřmanův Městec), Bildhauerin